# Platoń
Platónń [pronunciación en polaco: /ˈplatɔɲ/] es un pueblo ubicado en el distrito administrativo de Gmina Czarnożyły, dentro del Distrito de Wieluń, Voivodato de Łódź, en Polonia central. Se encuentra aproximadamente a 6 kilómetros al oeste de Czarnożyły, a 10 kilómetros al noroeste de Wieluń, y a 88 kilómetros al suroeste de la capital regional Łódź.